# Santa Cristina d’Aspromonte
Santa Cristina d’Aspromonte – miejscowość i gmina we Włoszech, w regionie Kalabria, w prowincji Reggio Calabria.
Według danych na rok 2004 gminę zamieszkuje 1105 osób, 48 os./km².